# Murray Harbour
Murray Harbour es un municipio rural canadiense situado en la provincia de Isla del Príncipe Eduardo.

## Superficie
Murray Harbour tiene una superficie de 3,9 km².

## Demografía
En 2021, tenía 282 habitantes, una densidad poblacional de 72,3 hab./km², y 186 viviendas.